# Капустин, Игорь Алексеевич
Игорь Алексеевич Капустин (3 ноября 1957, Ухта, Коми АССР — 17 декабря 2023) — советский хоккеист, нападающий.

## Биография
Воспитанник ухтинского «Нефтяника». Мастер спорта международного класса. Младший брат Сергея Капустина. Выступал за молодёжную команду ухтинского «Нефтяника» (1974—1975), московские «Крылья Советов» (1975—1981) и «Спартак» (1981—1983), воскресенский «Химик» (1983—1985), столичный «Москвич» (1986—1988), а также венгерский «Ференцварош» (1989—1990) и израильский «Бат-Ям» (1995—1997). За «Крылья Советов» провёл 163 матча, в которых забросил 44 шайбы, сделал 27 результативных передач и заработал 78 минут штрафа. В составе «Спартака» принял участие в 57 матчах (16 шайб, 18 голевых передач, 26 штрафных минут).
Завершил карьеру из-за травмы колена. Играл за команду ветеранов хоккея «Звёзды России». В сезоне 1999/2000 работал техническим директором «Крыльев Советов».
Скончался 17 декабря 2023 года на 67-м году жизни.

## Достижения
- Чемпион Европы среди юношеских команд — 1976[1].
- Чемпион мира среди молодёжных команд — 1977[1].
- Обладатель Кубка европейских чемпионов — 1977[1].
- Серебряный призёр чемпионата СССР — 1982, 1983[1].
- Бронзовый призёр чемпионата СССР — 1978, 1984[1].